# Câncer de pênis
O câncer de pênis (português brasileiro) ou cancro do pénis (português europeu) é um tumor que atinge geralmente os homens com mais de 40 anos (81,6%), brancos, de baixa renda e não circuncidados. Está relacionado às baixas condições sócio-econômicas e de instrução, à má higiene íntima e a indivíduos não circuncidados. Raro, atinge 2% dos tumores em homens.
De acordo com estatísticas do Hospital das Clínicas da Faculdade de Medicina da Universidade de São Paulo cerca de 80% dos casos de câncer de pênis necessitam de amputação.